# 蘇霍沃利亞 (佐洛奇夫區)
50°0′33″N 25°14′59″E / 50.00917°N 25.24972°E
蘇霍沃利亞（羅馬化：Sukhovolia）是烏克蘭西部的村莊，隸屬利維夫州的佐洛奇夫區。該村始建於1852年，面積4.13平方公里，海拔高度246米，2025年人口1,100，人口密度每平方公里288.9人。